# Сура Мухаммад
Сура Мухаммад (араб. سورة مُـحَـمَّـد‎) — сорок сьома сура Корану. Мединська, містить 38 аятів. Названа за іменем пророка Мухаммада.